# Старая Гута (Ивано-Франковская область)
Старая Гута (укр. Стара Гута) — село в Солотвинской поселковой общине Ивано-Франковского района Ивано-Франковской области Украины.
Население по переписи 2001 года составляло 326 человек. Занимает площадь 4 км². Почтовый индекс — 77745. Телефонный код — 03471.
В непосредственной близости от села находится зимняя резиденция Президента Украины, построенная Леонидом Кучмой.
В селе потоки Быстрик, Рипна и Сумарин впадают в реку Быстрица Солотвинская.